# Ercolano
Ercolano és un municipi italià, situat a la regió de la Campània i a la Ciutat metropolitana de Nàpols, vora la badia. L'any 2004 tenia 55.637 habitants.
És una ciutat famosa per les excavacions que s'hi van portar a terme i que des del 1997 són Patrimoni de la Humanitat. Correspon a l'Herculà romana, sepultada per l'erupció del Vesuvi l'any 79.
Anomenada Resina fins al 1969, aquest any va recuperar el seu antic nom llatí, convenientment italianitzat.